# 105 (číslo)
Sto pět je přirozené číslo. Následuje po číslu sto čtyři a předchází číslu sto šest. Řadová číslovka je stý pátý nebo stopátý. Římskými číslicemi se zapisuje CV.

## Matematika
Sto pět je
- nejmenší trojciferné číslo, které je součinem tří různých prvočísel v první mocnině
- deficientní číslo
- bezčtvercové celé číslo
- čtrnácté trojúhelníkové číslo
- v desítkové soustavě nešťastné číslo
- příznivé číslo

## Chemie
- 105 je atomové číslo dubnia; neutronové číslo méně běžného z obou přírodních izotopů lutecia a také třetího nejběžnějšího izotopu hafnia; a nukleonové číslo třetího nejběžnějšího izotopu palladia[1]

## Roky
- 105
- 105 př. n. l.